# Ławki (województwo lubelskie)
Ławki – wieś w Polsce położona w województwie lubelskim, w powiecie łukowskim, w gminie Łuków.
Pod względem fizycznogeograficznym wieś leży w północno-zachodniej części Równiny Łukowskiej nad Krzną Północną, w sąsiedztwie Lasów Łukowskich.
W latach 1975–1998 miejscowość administracyjnie należała do województwa siedleckiego.
Wieś stanowi sołectwo w gminie Łuków. Według Narodowego Spisu Powszechnego z roku 2011 wieś liczyła 469 mieszkańców.
| SIMC    | Nazwa       | Rodzaj    |
| ------- | ----------- | --------- |
| 0679807 | Kazimierzów | część wsi |

Siedziba Nadleśnictwa Łuków.
Mieszkańcy należą do rzymskokatolickiej parafii Matki Boskiej Częstochowskiej w Gręzówce lub do parafii Przemienienia Pańskiego w Łukowie.
Od roku 2006, corocznie w sierpniu, w Ławkach odbywa się Święto Miodów organizowane między innymi przez łukowskie Koło Pszczelarzy. Święto rozpoczyna się tradycyjnie od Mszy św. oraz złożenia kwiatów przed obeliskiem Kazimierza Lewickiego.
We wsi Ławki (folwarku otrzymanym od ojca) od roku 1867 mieszkał i pracował polski pionier pszczelarstwa, założyciel pierwszego na świecie muzeum pszczelarstwa (w Warszawie na Koszykach), publicysta, pedagog – Kazimierz Lewicki.